# Johan August Arfwedson
Johan August Arfwedson (SKagersholms Bruk, 12 de gener de 1792 - Hedensö, 28 d'octubre de 1814) va ser un químic suec i descobridor del metall alcalí liti l'any 1817.
Arfwedson va pertànyer a una família burgesa rica. Fill del comerciant Jacob Arfwedson i de la seva esposa Anna Elisabeth Holtermann, es va matricular a la Universitat d'Uppsala el 1803, aconseguint graduar-se en dret el 1809 i en mineralogia el 1812. En l'últim any dels seus estudis, va rebre un lloc (ad honorem) en la Royal Board of Mines, on va continuar fins a aconseguir el lloc de notari en 1814.
A Estocolm, Arfwedson va conèixer el químic Jöns Jacob Berzelius, qui li va permetre l'accés al seu laboratori privat. En aquest laboratori va descobrir l'element liti l'any 1817, mentre analitzava una mina de petalita. Va trobar que hi havia un 10% de la petalita que estava format per una substància diferent, a la qual va nomenar liti, que deriva del mot grec lithos que significa pedra. El liti és el primer element metall que apareix a la taula periòdica. Les seves investigacions van demostrar que es podia obtenir aquest alcalí lleuger a partir de l'Espodumena i de la lepidolita (Mica lepidolita). A partir d'aquestes dues menes, formacions rocoses amb una alta concentració d'un element, podem obtenir liti per mitjà de tècniques de processament de minerals.
Posteriorment, va formar el seu propi laboratori en la seva ciutat natal sobre el 1920, en el qual va treballar ii dedicar tota la seva atenció a estudiar les mines de ferro de Näshulta, fins a la resta dels seus dies. En honor seu, es va anomenar Arfvedsonita a un mineral, compost per ferro i sodi.